# 빛과전자
빛과전자(Lightron Fiber-Optic Devices Inc.)는 대한민국의 광통신 모듈 기업이다. 본사는 대전시 대덕구 문평동로 68에 위치해 있으며 대표이사는 박찬희이다. 2024년 라이트론에서 현재의 사명으로 변경하였다

## 참고문헌
1. ↑  빛과전자, 광통신모듈사업 ‘어닝서프라이즈’, 머니투데이, 2017년 3월 3일
2. ↑  빛과전자, 무늬만 CB 상향리픽싱… 유증 이후엔 전환가 절반 조정, 에너지경제, 2024년 6월 3일
3. ↑  라이트론, 사명 변경...'빛과전자', 스마트투데이, 2024년 3월 28일